# Gaber 1999/2000
Gaber 1999-2000 è un doppio album dal vivo del cantautore italiano Giorgio Gaber, pubblicato nel 2000 e venduto esclusivamente nei teatri durante le rappresentazioni.
È la registrazione dello spettacolo omonimo effettuata nell'ottobre del 1999 al Teatro Morlacchi di Perugia. Ora è in commercio il CD Un'idiozia conquistata a fatica che comprende il repertorio dal 1997 al 2000.

## Tracce
Testi di Gaber e Luporini, musiche di Gaber.
CD 1
1. L'ingenuo - 1:34
2. Il luogo del pensiero - 5:04
3. La stanza del bambino - 4:34
4. La famiglia - 5:13
5. La legge - 5:27
6. Secondo me gli italiani - 4:37
7. Il potere dei più buoni - 4:19
8. L'azalea - 5:22
9. E tu mi vieni a dire - 5:38
10. Il pelo - 2:37
11. Il mercato - 7:39

CD 2
1. Lo specchio - 3:39
2. Chissà - 3:58
3. La stanza del nonno - 5:09
4. Valentina - 7:29
5. Che bella gente - 6:52
6. Io conto - 5:21
7. Il voto - 6:53
8. Spettacolo puro - 5:44
9. L'ingenuo (seconda parte) - 1:26
10. Se ci fosse un uomo - 8:13

## Formazione
- Giorgio Gaber - voce
- Gianni Martini - chitarre
- Claudio De Mattei - basso
- Luigi Campoccia - tastiere
- Mirko Guerrini - tastiere e fiati
- Enrico Spigno - batteria

### Produzione
- Gianni Neri - ingegneria del suono